# Andrés Bordoy
Pas d'image ? Cliquez ici

a Compétitions nationales et continentales officielles uniquement.

b Matchs officiels uniquement.
Dernière mise à jour le 3 septembre 2018.
Andrés Bordoy, né le 30 décembre 1982 à Rosario (Argentine), est un ancien joueur argentin de rugby à XV évoluant au poste de talonneur, il a joué avec l'équipe d'Argentine et dans les clubs de Brive, La Rochelle et Pau.
En 2014, il entre dans le staff de la Section paloise, responsable du secteur de la mêlée et assistant préparateur physique. En 2015 il passe entraîneur assistant responsable des avants. En novembre 2018, il quitte la section pour devenir entraîneur des avants de la franchise argentine des Jaguars auprès de Gonzalo Quesada.

## Carrière

### En club
- 2007-2008 : CA Brive
- 2008-2011 : Stade rochelais
- 2011-2013 : Section paloise

### En équipe nationale
Il a honoré sa première sélection internationale en 2010 à l’occasion de la Coupe des nations.

## Palmarès

### En équipe nationale
- 2 sélections avec l'Argentine en 2012